# Kara (Togo)
Kara es una ciudad situada en el norte de Togo, es la capital de la región del mismo nombre (Kara) y la tercera ciudad más importante del país. Se encuentra a 413 km al norte de la capital, Lomé y cerca de la frontera con Benín. En 2010 contaba con una población de 89.439 habitantes. El río Haugeau es la principal fuente de abastecimiento de agua para la ciudad y se encuentra al sur de la misma. Originalmente Kara fue conocida como Lama-Kara, porque la ciudad se desarrolló a partir de la aldea que aún existe con este nombre en el centro administrativo e industrial.

## Infraestructuras

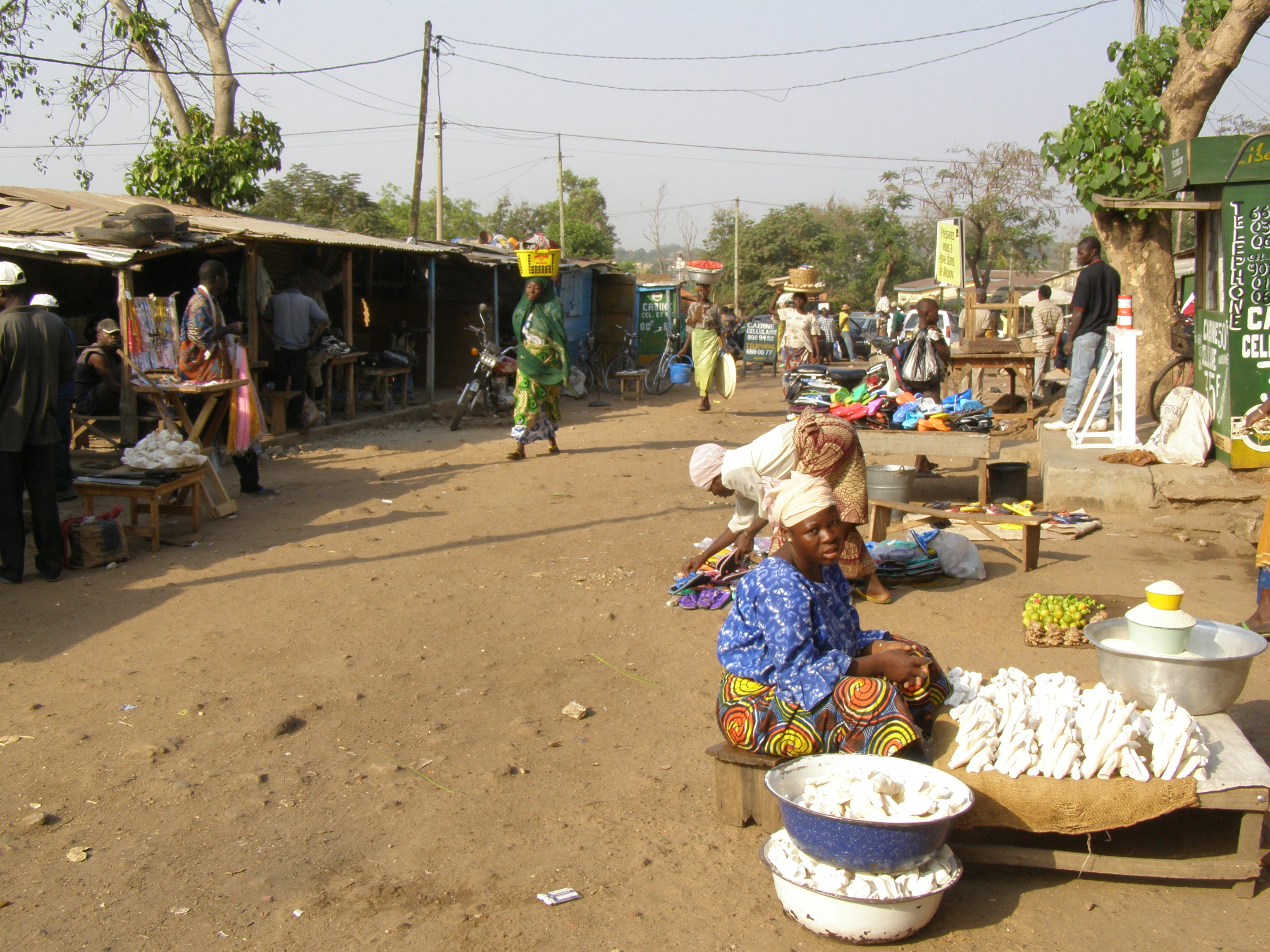
Mercado de Kara

Kara cuenta con un mercado, varios hoteles de lujo, bancos y el Congreso, que fue la sede de la Agrupación del Partido Popular de Togo antes de la llegada de la democracia. El aeropuerto más cercano el aeropuerto internacional de Niamtougou se encuentra en Niamtougou a 28 km, debido a sus malas condiciones el gobierno de Togo está trabajando para mejorarlo y aumentar el turismo en el norte del país. Éste es uno de los motivos por los que el aeropuerto de Lomé recibe más vuelos internacionales.
Nanto, Yanivv and Faure son los tres asentamientos ilegales más importantes de la ciudad.

## Fiestas
Cada año, se celebra un torneo de Evala, una lucha tradicional togolesa, y simboliza el primer paso en el rito de iniciación en el desarrollo de los jóvenes kabyè a la edad adulta.

## Educación
La educación en Kara es obligatoria durante seis años. El sistema educativo ha sufrido la escasez de personal docente. En las zonas rurales la educación es de menor calidad y existen unas altas tasas de repetición y fracaso escolar.
En el año 2002 se creó la segunda universidad nacional en Kara, donde se encuentra matriculados más de 1.500 estudiantes.

## Economía
La agricultura es la principal actividad económica de Kara, la mayoría de la población depende de la agricultura para subsistir. La producción de alimentos y cultivos comerciales emplea a la mayoría de la población activa y aporta alrededor del 42% al producto interior bruto (PIB). El café y el cacao han sido tradicionalmente los principales cultivos comerciales para la exportación, pero el cultivo de algodón aumentó rápidamente durante la década de 1990, con 173.000 toneladas producidas en 1999.
Después de una desastrosa cosecha en 2001 (113.000 toneladas), la producción repuntó a 168.000 toneladas en 2002. A pesar de la falta de lluvias en algunas áreas, el Gobierno de Togo consiguió su objetivo de autosuficiencia en los cultivos de maíz, yuca, ñame, sorgo, mijo y maní. Las granjas pequeñas y medianas producen la mayor parte de los cultivos de alimentos, el tamaño medio de estas granjas es de una a tres hectáreas.

## Deportes
El club de fútbol más importante es el ASKO Kara, que ha ganado en cuatro ocasiones el campeonato de liga de Togo (1988, 1989, 1996 y 2007).